# Kostel svatého Filipa a Jakuba (Mlékosrby)
Kostela svatého Filipa a Jakuba je barokní stavba v centru obce Mlékosrby v okrese Hradec Králové. Součástí kostela i hrobka šlechtického roku Kinských.

## Historie

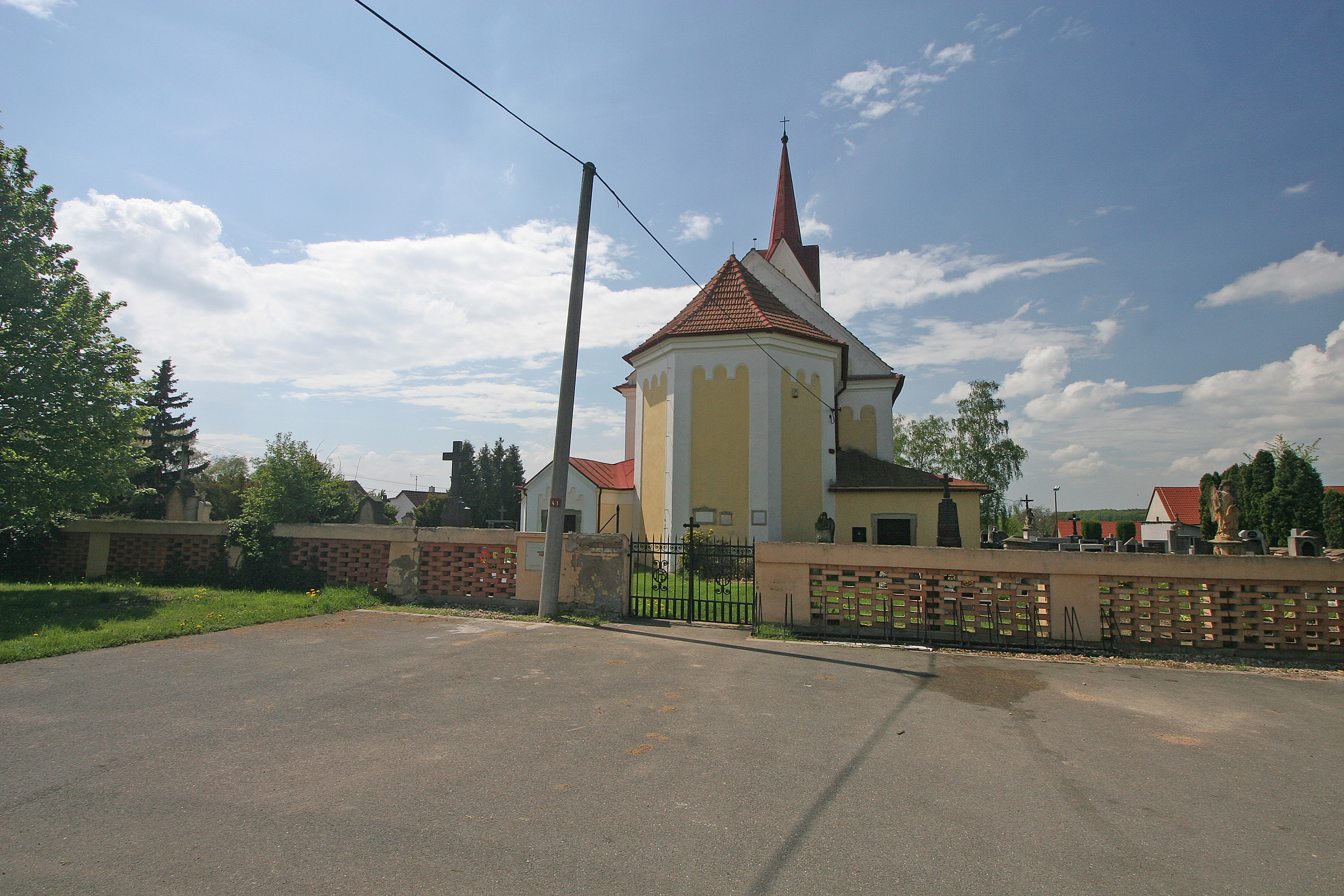
Kostel - pohled od presbytáře

První písemná zpráva o kostele na tomto místě pochází z roku 1528. Tento původní kostel byl nahrazen novou barokní stavbou v roce 1709, v rámci vlny budování vesnických kostelů chlumeckého panství rodem Kinských (tento stavební rozmach probíhal v letech 1703–1720). V roce 1818 byl kostel na jižní straně rozšířen o hrobku šlechtického rodu Kinských z Vchynic a Tetova. V roce 1882 pak kostel prošel výraznou přestavbou v novorománském stylu dle návrhu architekta Josefa Míči. Tehdy byla také přistavěna věž, která funkčně nahradila dřevěnou zvonici s cibulovou barokní bání, umístěnou původně v pravém rohu hřbitova obklopujícího kostel.
V roce 1936 byla nově omítnuta věž a vnější omítka kostela byla natřena žlutobíle. V roce 1971 byla věž opravována - nová věž je asi o 1 metr nižší než původní. V roce 1992 byla provedena výměna střechy kostela. V roce 2001 bylo instalováno vnější nasvětlení věže kostela.

## Architektura
Kostel je tvořen obdélníkovou lodí se sedlovou střechou, pětiboce uzavřeným přesbytářem s valbovou střechou a čtyřbokou věží s osmibokou jehlanovou střechou. Po severní a jižní straně presbytáře se nachází sakristie a panská oratoř, pod jejíž podlahou je umístěna rodová hrobka Kinských. Presbytář je zaklenut křížovou klenbou, loď je plochostropá a severní sakristie je zaklenuta klenbou valenou.

## Zařízení
Zařízení kostela je převážně barokní, pocházející z 1. poloviny 18. století. Na hlavním oltáři je umístěna dřevěná soška Panny Marie, která byla podle pověsti vyorána v blízkosti zdejších lázní a bylo jí přisuzováno mnoho zázračných uzdravení. Na bočních oltářích jsou obrazy svatého Leopolda, Terezie a Jana Nepomuckého. Pod kruchtou se pak nacházejí obrazy svaté Anny a Rodiny Kristovy ze zbořené zámecké kaple v Barchůvku, signované Andreasem Maywaldem roku 1743. Většina obrazů byla v roce 1944 restaurována. Cínová křtitelnice pochází z roku 1787.
Původní varhany z roku 1792 vytvořil kutnohorský varhanář Pavel František Horák, současné varhany z roku 1894 pak třebechovický varhanář Josef Vanický st. Varhany byly v roce 1934 rozšířeny varhanářskou firmou Ženatý-Kunt. V roce je 1993 je pak opravoval varhanář Jan Karel.

## Hrobka
Hrobka byla ke kostelu přistavěna v roce 1818. Přístavbu si na synovi Josefu Leopoldovi vyžádala Marie Kristýna Kinská, rozená z Lichtenštejna, která byla velkou ctitelkou Panny Marie mlékosrbské a léčila se také v mlékosrbských lázních. Do rodinné hrobky byla pochována jako první, v roce 1819 (do té doby byli Kinští pochováváni v kapli svatého Ferdinanda v Oboře Kněžičky). V roce 1831 byl v hrobce pohřben také její zakladatel Josef Leopold Kinský.
12. listopadu 1930 byly do opravené hrobky svezeny rakve zemřelých z rodu Kinských z různých míst.
V roce 2008 byl v hrobce pochován Radslav Kinský, významný český imunolog.

## Aktivity
V roce 2014 byl kostel v rámci festivalu Noc kostelů otevřen veřejnosti.
V kostele se konají pravidelné bohoslužby vždy v neděli v 11.00.
Konají se zde také menší svatební obřady.